# Ein Minecraft Film
Ein Minecraft Film (Originaltitel: A Minecraft Movie) ist ein US-amerikanischer Abenteuerfilm von Jared Hess. Produziert wurde der Film von Legendary Pictures in Zusammenarbeit mit Mojang Studios. Er wird von Warner Bros. Pictures vertrieben. Es handelt sich um eine Videospielverfilmung des Computerspiels Minecraft aus dem Jahr 2011. Die Premiere in Deutschland war am 3. April 2025, einen Tag vor der Veröffentlichung in den Vereinigten Staaten. Auch an den Kinokassen war der Film erfolgreich und erzielte weltweit ein Einspielergebnis von über 955 Millionen US-Dollar und ist somit die zweiterfolgreichste Videospielverfilmung.

## Handlung
Steve, der schon als Kind „verrückt nach den Minen“ war, fängt als Erwachsener an zu graben und stößt dabei auf die Kugel der Dominanz, einen magischen Würfel, der aus zwei Teilen besteht und ein Portal in die Minecraft-Oberwelt öffnet. Dort findet er einen Wolf, dessen Vertrauen er gewinnt, und nennt ihn Dennis.
Als Steve von bösen Nether-Kreaturen und deren Anführerin Malgosha gefangen genommen wird, die ihm zu allem Übel auch noch die Kugel der Dominanz entreißen wollen, schickt er Dennis in die reale Welt, um die Kugel der Dominanz unter seinem Bett zu verstecken.
Henry, der nach dem Tod seiner Mutter gemeinsam mit seiner Schwester Natalie nach Chuglass, Idaho umgezogen ist, gerät in der Schule in Schwierigkeiten, als er beim Versuch, einen selbst gebauten Jetpack zu starten, versehentlich einen Schaden an der Chipsfabrik anrichtet, in der seine Schwester arbeitet.
Als er deswegen seine Erziehungsberechtigten informieren soll, wendet er sich nicht an seine Schwester, sondern an den Außenseiter Garrett „The Garbage Man“ Garrison, den er erst kurz zuvor kennen gelernt hatte, mit der Bitte, er solle sich als sein Onkel ausgeben, was dieser auch tut.
In dem kleinen Geschäft „Game Over World“ von Garrett findet und aktiviert Henry die Kugel der Dominanz, die Garrett zuvor bei der Versteigerung von Steves Hab und Gut erstanden hatte.
Als Natalie sich Sorgen um ihren kleinen Bruder macht, wendet sie sich an ihre Vermieterin Dawn und beide machen sich auf die Suche. Sie finden Henry und Garrett direkt vor dem aktivierten Portal und alle vier werden gemeinsam in die Minecraft-Oberwelt gezogen.
Schon bald nach ihrer Ankunft müssen sie feststellen, dass in dieser seltsamen kubischen Welt zahlreiche Monster lauern, die bei einem Angriff bereits in der ersten Nacht das Portal zerstören.
Um den Weg zurück in ihre Realität zu finden, müssen sie diese ungewöhnliche Welt meistern, ein Waldanwesen finden und sich gegen Bedrohungen wie Zombies und wild gewordene Schweine verteidigen. Während sie sich gemeinsam den vielen Herausforderungen stellen, entdecken sie, dass genau die kreativen Fähigkeiten, die sie auszeichnen, der Schlüssel zum Erfolg sind, sowohl in der Oberwelt als auch in ihrer eigenen.
Nach ihrem Kampf gegen die feindlichen Mobs kehren sie zum Erdportal zurück, und Steve übergibt Dennis an Dawn. Die fünf werden erfolgreich: Gemeinsam entwickeln sie das Videospiel „Block City Battle Buddies“, Dawn eröffnet ihren Zoo mit Dennis als Attraktion, Natalie beginnt mit Selbstverteidigungskursen, Henry baut erfolgreich sein Jetpack, und Steve und Garrett musizieren gemeinsam in Garretts Laden. Als Steve in sein altes Haus in der realen Welt zurückkehrt, um Gegenstände aus einer Truhe zu holen, die er auf dem Dachboden zurückgelassen hat, trifft er die jetzige Besitzerin, eine Frau namens Alex.

## Produktion

### Entwicklung
2012 erhielt Mojang Angebote von Hollywood-Produzenten, die Minecraft-TV-Serien produzieren wollten; Mojang lehnte dieses Angebot jedoch erstmalig ab mit der offiziellen Begründung, dass sie sich nur an solchen Projekten beteiligen würden, wenn „die richtige Idee“ kommen würde.
Zwei Jahre später, im Februar 2014, wurde versucht einen Fan-Film mit Crowdfunding via Kickstarter zu finanzieren. Dies wurde abgebrochen, nachdem Markus „Notch“ Persson den Filmemachern verbot, die dafür nötige Lizenz zu nutzen. Der Grund dafür war, dass der Kickstarter vor einer Absprache mit Mojang eröffnet wurde. Im selben Monat verriet Persson, dass Mojang in Gesprächen mit Warner Bros. Pictures war, um einen offiziellen Minecraft-Film mit Roy Lee und Jill Sobel Messick zu produzieren. Im Oktober 2014 gab der Mojang-COO Vu Bui bekannt, dass der Film „in den frühen Tagen der Entwicklung“ sei, dass der Film eine Produktion mit großem Budget und auch, dass er 2018 veröffentlicht werden könne. Im selben Monat stellte Warner Bros. Shawn Levy als Regisseur ein, während im Dezember verkündet wurde, dass Levy und die Autoren Kieran und Michele Mulroney, die den Film zusammen entwickelten, das Projekt verließen.
Im Juli 2015 trat Rob McElhenney dem Projekt als Regisseur bei. McElhenney war von dem Film wegen des Open-World-Charakters des Spiels angezogen worden, eine Idee, der Warner Bros. zunächst zugestimmt und ihm ein vorläufiges Budget von 150 Millionen US-Dollar zur Verfügung gestellt hatte. Im Juni 2016 begann die Vorproduktion des Films, Jason Fuchs sollte das Skript ab Oktober schreiben, mit Steve Carell wurde ein Vertrag abgeschlossen, um eine unbekannte Rolle zu synchronisieren. McElhenney’s Minecraft-Film begann „langsam im Ansatz scheitern“ und aufgrund von Terminkonflikten, verließ er den Film im August 2018. Aaron und Adam Nee sollten das Drehbuch umschreiben und der Film verzögerte sich dadurch. Zu der Zeit wurde kein neuer Regisseur angeheuert.
Peter Sollett wurde im Januar 2019 beauftragt, das Drehbuch zu schreiben und Regie zu führen, mit einer völlig anderen Geschichte als McElhenneys Version. Messick, die 2018 starb, wird postum als Produzentin genannt. Im Juni 2019 wurde Allison Schroeder eingestellt, um den Film zusammen mit Sollett zu schreiben. Im Oktober 2020 musste Warner Bros. durch die COVID-19-Pandemie seinen Veröffentlichungsplan anpassen, was auch den Minecraft-Film beeinflusste. Sollett führte infolgedessen bei Metal Lords Regie, welcher exklusiv auf Netflix in April 2022 veröffentlicht wurde. Im gleichen Monat ging die Produktion des Minecraft-Films ohne Sollett und Schroeder voran, nun mit Jared Hess als Regisseur. Es wurde auch bekannt, dass er ein Realfilm wird. Einige Quellen berichteten auch, dass Chris Bowman und Hubbel Palmer das Drehbuch neu schreiben würden.

### Besetzung
Jason Momoa wurde im April 2022 das erste Mitglied der Besetzung. Im Mai 2023 nahm Matt Berry Verhandlungen auf, um der Besetzung beizutreten. Im November 2023 wurden Danielle Brooks und Sebastian Eugene Hansen als Dawn und Henry besetzt. Im Dezember trat Emma Myers der Besetzung bei. Januar 2024 wurde bekanntgegeben, dass Jack Black die Rolle des Steve spielen soll. Jennifer Coolidge besetzt die Rolle von VP Marlene. In einer der insgesamt zwei Post-Credit-Szenen sieht man Alice May Connolly, welche Alex verkörpert. Im englischen wird sie von Kate McKinnon vertont, im deutschen von Paulina Weiner.
Die YouTuber DanTDM, Aphmau, Mumbo Jumbo und LDShadowLady haben im Film auch nicht im Abspann erwähnte Cameo-Auftritte als sie selbst. Jens Bergensten, einer der leitenden Entwickler von Minecraft, hat einen Cameo-Auftritt als Kellner. Ein Schwein mit einer Krone erscheint im Film als Hommage an den verstorbenen YouTuber Technoblade.

#### Deutsche Besetzung
Neben den internationalen Stars, wird der Film auch von deutschen Minecraft-Gesichtern bereichert. Im November 2024 gab der YouTuber Gronkh bekannt, dass er der Erzähler im Film sein werde, nachdem er ebenfalls sagte, dass er eine Rolle auswählen durfte, und im März 2025 gab Twitch-Streamer Rewinside bekannt, dass er ein Sprecher einer Figur im Film sein werde.

### Dreharbeiten
Am 19. Juni 2023, wurde bekanntgegeben, dass die Dreharbeiten des Films am 7. August in Neuseeland beginnen werden, bevor das Drehen aufgrund des SAG-AFTRA-Streiks im Juli verzögert wurden. Mit dem Ende des Streiks am 9. November 2023 sollte die Produktion beginnen.

### Pedro Pascal als Steve
Am 2. Juni 2023 wurde ein Artikel von der NY Weekly mit dem Titel „Pedro Pascal set to star in Minecraft: The Movie“ veröffentlicht, der Pedro Pascal als Darsteller für Steve ankündigt. Dies war allerdings nur ein vom YouTuber GeorgeMasonTV verbreiteter Hoax.

## Veröffentlichung
Ursprünglich peilte Mojang eine Veröffentlichung im Jahr 2018 an, nachdem der Film auf den 24. Mai 2019 verschoben wurde, dann auf den 4. März 2022 und letztlich auf den 3. bzw. 4. April 2025.
Ein paar Tage vor der Veröffentlichung des Films wurde eine Workprint-Version mit unvollständigen visuellen Effekten und CGI, fehlenden Credits und erheblichen Chroma-Key-Maskierungsfehlern auf verschiedenen Piraterie-Websites und auf Social-Media-Plattformen wie Twitter verbreitet.
Die digitale Veröffentlichung erfolgte auf verschiedenen Streamingportalen in Deutschland am 19. Mai 2025 und als Medium auf DVD und Blu-ray am 3. Juli 2025.

## Synchronisation
Die deutschen Synchronarbeiten fanden bei der Interopa Film statt. Marius Clarén schrieb das Dialogbuch und führte die Dialogregie. Nina Schneider schrieb die Liedtexte. Thomas Amper führte die Musikalische Leitung.
| Rolle            | Darsteller                           | Synchronsprecher                                |
| ---------------- | ------------------------------------ | ----------------------------------------------- |
| Steve            | Jack Black                           | Tobias Meister (Sprache), Thomas Amper (Gesang) |
| Natalie          | Emma Myers                           | Saskia Glück (Sprache), Ricarda Kinnen (Gesang) |
| Garrett Garrison | Jason Momoa                          | Matti Klemm (Sprache & Gesang)                  |
| Dawn             | Danielle Brooks                      | Elisa Bannat (Sprache), Petra Scheeser (Gesang) |
| Alex             | Alice May Connolly / (Kate McKinnon) | Paulina Weiner                                  |
| Daryl            | Jemaine Clement                      | Tommy Morgenstern                               |
| Henry            | Sebastian Eugene Hansen              | Nick Kanty                                      |
| Minenarbeiter    | Craig Mckinney                       | Andreas Müller                                  |
| Schulsekretärin  | Alex Tunui                           | Eva-Gina Berkel                                 |
| Steve (jung)     | Bram Scott-Breheny                   | Oskar Makino                                    |
| Trevor           | Tommy Broadmore                      | Cosmo Clarén                                    |
| Trevors Kumpel   | Frankie Creagh-Leslie                | Toni Wegewitz                                   |
| VP Marlene       | Jennifer Coolidge                    | Sabine Arnhold                                  |
| Zustellerin      | Yvette Parsons                       | Maria Sumner                                    |
| General Chungus  | (Jared Hess)                         | Sebastian Meyer (Rewinside)                     |
| Malgosha         | (Rachel House)                       | Katrin Fröhlich                                 |
| Nichtsnutz       | (Matt Berry)                         | Rainer Fritzsche                                |
| Malgoshas Vater  | –                                    | Lutz Schnell                                    |
| Reporter         | –                                    | Erik Range (Gronkh)                             |

## Soundtrack
Mark Mothersbaugh komponierte die Filmmusik, während Gabe Hilfer und Karyn Rachtman als musikalische Leiter fungierten. Neben Mothersbaughs Filmmusik enthält der Film mehrere eigene Songs, die von verschiensten Künstlern gesungen wurden.
| #  | Titel                                                                 | Länge | Interpret               |
| -- | --------------------------------------------------------------------- | ----- | ----------------------- |
| 1  | I Feel Alive (from A Minecraft Movie)                                 | 4:06  | Jack Black              |
| 2  | When I'm Gone (A Minecraft Movie Version)                             | 3:24  | Dirt Honey              |
| 3  | Change Song                                                           | 3:28  | Dayglow                 |
| 4  | Zero to Hero                                                          | 2:23  | BENEE                   |
| 5  | Could This Be Love?                                                   | 4:53  | Bret McKenzie           |
| 6  | Just Can't Get Enough (from A Minecraft Movie) [Instrumental Version] | 1:42  | Jamieson Shaw           |
| 7  | Steve's Lava Chicken                                                  | 0:34  | Jack Black              |
| 8  | Birthday Rap                                                          | 0:40  | Jack Black, Jason Momoa |
| 9  | Ode to Dennis                                                         | 0:44  | Jack Black              |
| 10 | Minecraft (from A Minecraft Movie)                                    | 0:39  | Mark Mothersbaugh       |
| 11 | Mintage                                                               | 3:24  | Mark Mothersbaugh       |
| 12 | Midport Village                                                       | 3:00  | Mark Mothersbaugh       |
| 13 | Day to Night                                                          | 3:57  | Mark Mothersbaugh       |
| 14 | Steve in the Nether                                                   | 4:00  | Mark Mothersbaugh       |
| 15 | Chicken Fight Club                                                    | 3:46  | Mark Mothersbaugh       |
| 16 | I Need A Win, Man                                                     | 3:14  | Mark Mothersbaugh       |
| 17 | I'm Coming With / Minecraft                                           | 2:58  | Mark Mothersbaugh       |
| 18 | Nitwit Crosses and Steve Finds / Minecraft                            | 3:01  | Mark Mothersbaugh       |
| 19 | Woodland Mansion Planning                                             | 3:22  | Mark Mothersbaugh       |
| 20 | Steve vs. Malgosha                                                    | 3:56  | Mark Mothersbaugh       |
| 21 | Piglins Attack                                                        | 4:07  | Mark Mothersbaugh       |
| 22 | Heroic Henry / Minecraft                                              | 3:02  | Mark Mothersbaugh       |
| 23 | Let's Go Fight Some Pigs                                              | 2:20  | Mark Mothersbaugh       |
| 24 | Run from the Great Hog                                                | 3:47  | Mark Mothersbaugh       |
| 25 | Back in the Nether                                                    | 3:42  | Mark Mothersbaugh       |

## Rezeption

### Kritiken
Die Kritiken zu Ein Minecraft Film fielen sehr gemischt aus. So erhielt der Film auf dem Filmbewertungsportal Rotten Tomatoes 48 % positive Stimmen. Beim Publikum fiel es positiver aus, dort erhielt der Film 85 % positive Stimmen.
Filmstarts.de bewertet Ein Minecraft Film mit 3,5 von 5 Sternen, die Benutzer der Seite vergaben insgesamt 3,1 von 5 Sternen.

### Auszeichnungen
Der Film wurde für mehr als 3 Millionen deutsche Kinobesucher mit der Goldenen Leinwand ausgezeichnet.

## Ausschreitungen bei Kinovorführungen

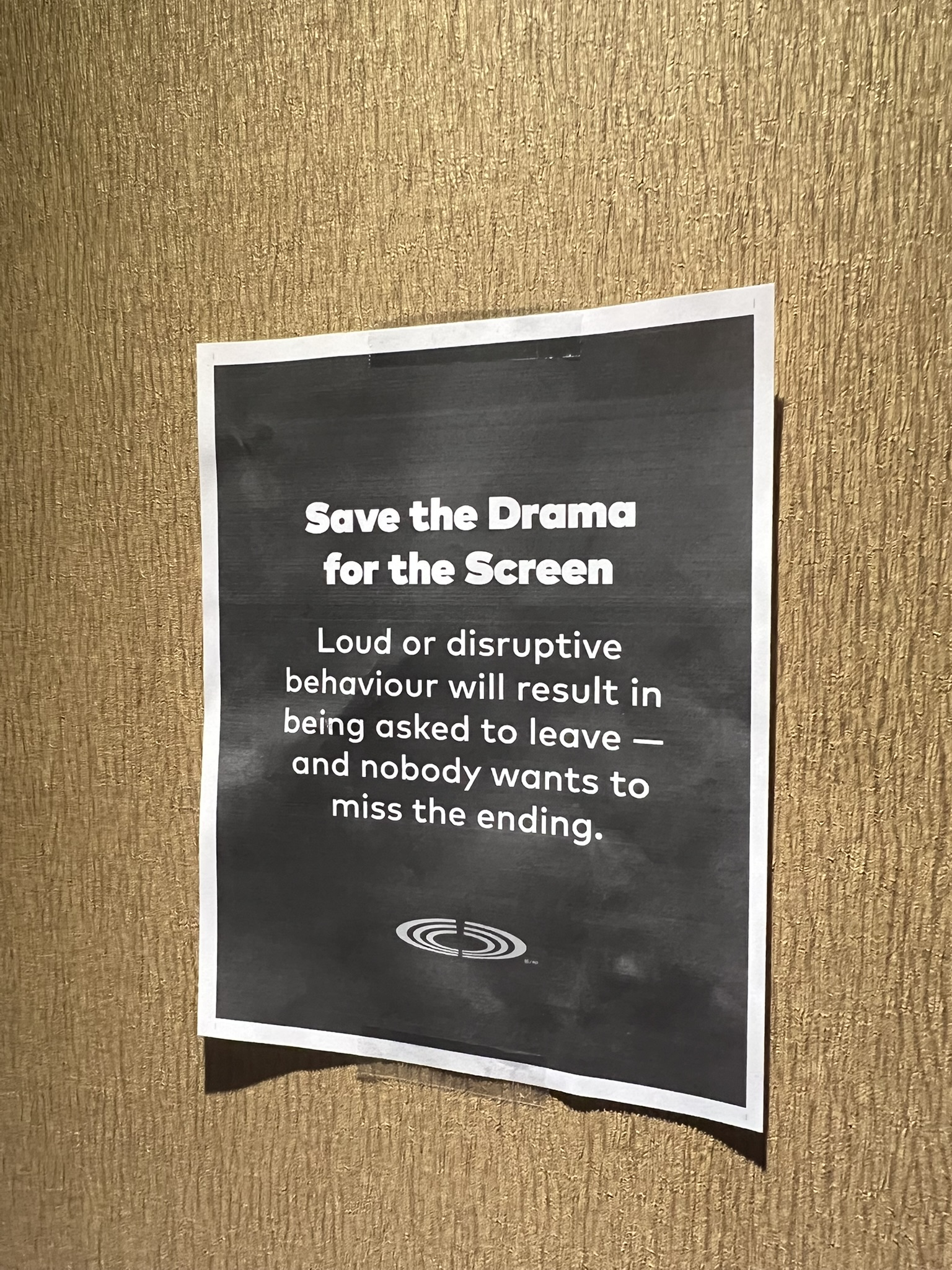
Reaktion auf den „Chicken Jockey“-Trend: Hinweis in einem Kino in Toronto, dass laute und störende Gäste gebeten werden den Saal zu verlassen.

Nach der Veröffentlichung von „Ein Minecraft Film“ kam es in mehreren US-amerikanischen Städten zu Randalen und Ausschreitungen von Jugendlichen während der Filmvorführung. Dabei schrien Jugendlichen lauthals Filmszenen nach, warfen Popcorn durch die Luft und filmten sich dabei gegenseitig. Es wurde sogar ein lebendiges Huhn in die Kinovorführung geschmuggelt, wie Videos in den sozialen Medien zeigen. Besonders eine Zeile aus dem Film wurde zum Auslöser für lautstarke Reaktionen: „Chicken Jockey!“. Eltern, die mit kleinen Kindern in dem Film waren, zeigten sich verwundert und verärgert über diese Vorfälle. In einigen Fällen wurde die Polizei gerufen, um Jugendliche aus dem Kino zu entfernen. In England, Großbritannien, reagierten einige Kinobetreiber auf diesen Trend auf TikTok, indem sie bei der Abendvorstellung Kinobesuchern unter 18 Jahren ohne erwachsene Begleitung keinen Einlass mehr gewähren.